# Aleksandra Laskowska-Rutkowska
Aleksandra Małgorzata Laskowska-Rutkowska (ur. 1969) – polska ekonomistka, doktor habilitowany nauk ekonomicznych. Profesor Uczelni Łazarskiego w Warszawie.

## Życiorys
Absolwentka Wydziału Handlu Zagranicznego Szkoły Głównej Handlowej w Warszawie (1993). Doktoryzowała się w Kolegium Nauk o Przedsiębiorstwie (KNoP) (2000). Uzyskała stopień doktora habilitowanego na Wydziale Zarządzania Uniwersytetu Łódzkiego (2014). Absolwentka programu rozwoju kadr IESE Business School (IFP 1996) oraz stażystka University of Minnesota (USA).
W latach 2006–2011 wykładowczyni Szkoły Głównej Handlowej w Warszawie. Od 2011 roku wykładowczyni na Wydziale Ekonomii i Zarządzania. Obecnie Dyrektor Centrum Logistyki i Innowacji na Wydziale Ekonomii i Zarządzania, Katedra Zarządzania i Marketingu. Jej obszary badawcze to logistyka, zarządzanie łańcuchem dostaw, innowacje w logistyce.

## Publikacje
Autorka licznych artykułów z zakresu logistyki.